# コンピュータ音楽
コンピュータ音楽（コンピュータおんがく、computer music、コンピュータ・ミュージック）とは、コンピュータ技術の音楽の作曲や演奏への応用であり、作曲家が新しい楽曲を製作するサポートとしてコンピュータを利用したり、作曲アルゴリズムによりコンピュータが独自に楽曲を製作したりすることを指す。演奏への応用については、電子音楽との境界は曖昧である。コンピュータ音楽には、既存もしくは新規のソフトウェア技術の理論と応用が含まれ、また、音響生成、デジタル信号処理、サウンドデザイン、音の拡散、音響学、電気工学、音響心理学などの音楽の様々な側面が含まれる。コンピュータ音楽の起源は、電子音楽の起源、すなわち、20世紀初頭の電子楽器による音楽の実践にまで遡ることができる。

## 歴史

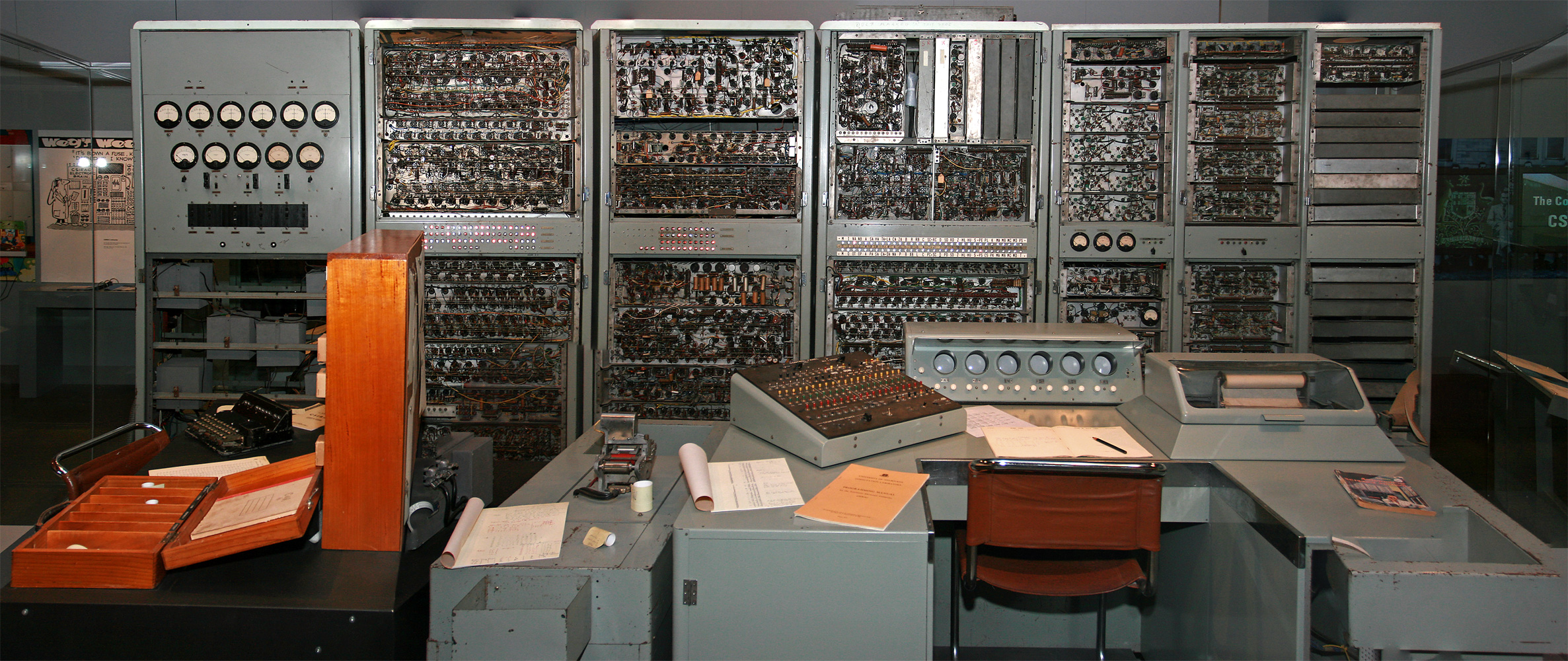
CSIRAC（サイラック、旧名 CSIR Mark 1）。オーストラリア初のデジタルコンピュータであり、世界で初めて音楽を演奏したコンピュータでもある。

コンピュータ音楽の研究は、古代ギリシャ人が『宇宙の諧調（Musica universalis）』を著して以来の、音楽と数学の関係の研究の延長上にあるものである。
コンピュータによる初めての音楽の演奏は、1950年、オーストラリア初のデジタルコンピュータであるCSIR Mark 1（後にCSIRACに改名された）によるものである。アメリカやイギリスでそれよりも早くコンピュータによる音楽の演奏がされていたという新聞報道もあったが、それらを裏付ける証拠がなく、これらの話は全て否定されている。コンピュータで音楽を演奏しようとしたきっかけは、コンピュータがノイズを発生させることからであろうという研究結果があるが、それを実際に行ったという証拠はない。
数学者のジェフ・ヒルは、1950年代初頭からCSIR Mark 1を使って様々なポピュラーミュージックを演奏させるためのプログラムを製作していた。1950年に初めて演奏されたものは録音はされていなかったが、後にプログラムが復元されている。1951年には初めて公の場での演奏が行われた。その時演奏されたのは行進曲『ボギー大佐』だったが、これも録音されておらず、復元されたものしかない。
イギリスでは、1951年末にクリストファー・ストレイチーがFerranti Mark 1を使ってイギリス国歌を演奏したのが最初だった。同年末、BBCの国外向け放送により、イギリス国歌、『バー・バー・ブラック・シープ』、『イン・ザ・ムード』のそれぞれ一部を演奏したものが録音された。CSIR Mark 1での演奏は録音されていなかったため、ストレイチーによるものが、初めて録音されたコンピュータによる音楽演奏ということになる。この録音はマンチェスター大学のWebサイトで聞くことができる。2016年、カンタベリー大学の研究者がこの録音のノイズを除去して復元した。その成果はSoundCloudで聞くことができる。
1950年代には、コンピュータによるデジタル音響生成と作曲アルゴリズムにおいて大きな進展があった。1957年、ベル研究所のマックス・マシューズが音響合成ソフトウェアMUSIC-Iを開発し、MUSIC-Nシリーズとして開発を継続した。マシューズは1963年に『サイエンス』に記事を書き、コンピュータ音楽を一般的なものにした。レジャリン・ヒラーとレオナルド・アイザックソンは1956年から1959年にかけてアルゴリズムによる作曲活動を行い、1957年に弦楽四重奏曲『ILLIAC組曲（Illiac Suite）』を初演した。
日本では、慶應義塾大学の関根智明と東芝の林大雅がTOSBACを使って実験を行ったのが始まりである。その成果として、『ILLIAC組曲』から名前を取った『TOSBAC組曲』がコンピュータにより作曲された。その後の日本における作品には、大阪万博で発表された江崎健次郎の作品や、音楽評論家の武田明倫による『パノラミック・ソノール（Panoramic Sonore）』（1974年）などがある。江崎は1970年に「現代音楽とコンピュータ」という記事を執筆している。それ以降の日本におけるコンピュータ音楽の研究は、主にポピュラーミュージックにおける商業目的のために行われてきたが、1970年代にはフェアライトなどの大型のコンピュータを用いて音楽制作を行うミュージシャンも現れた。

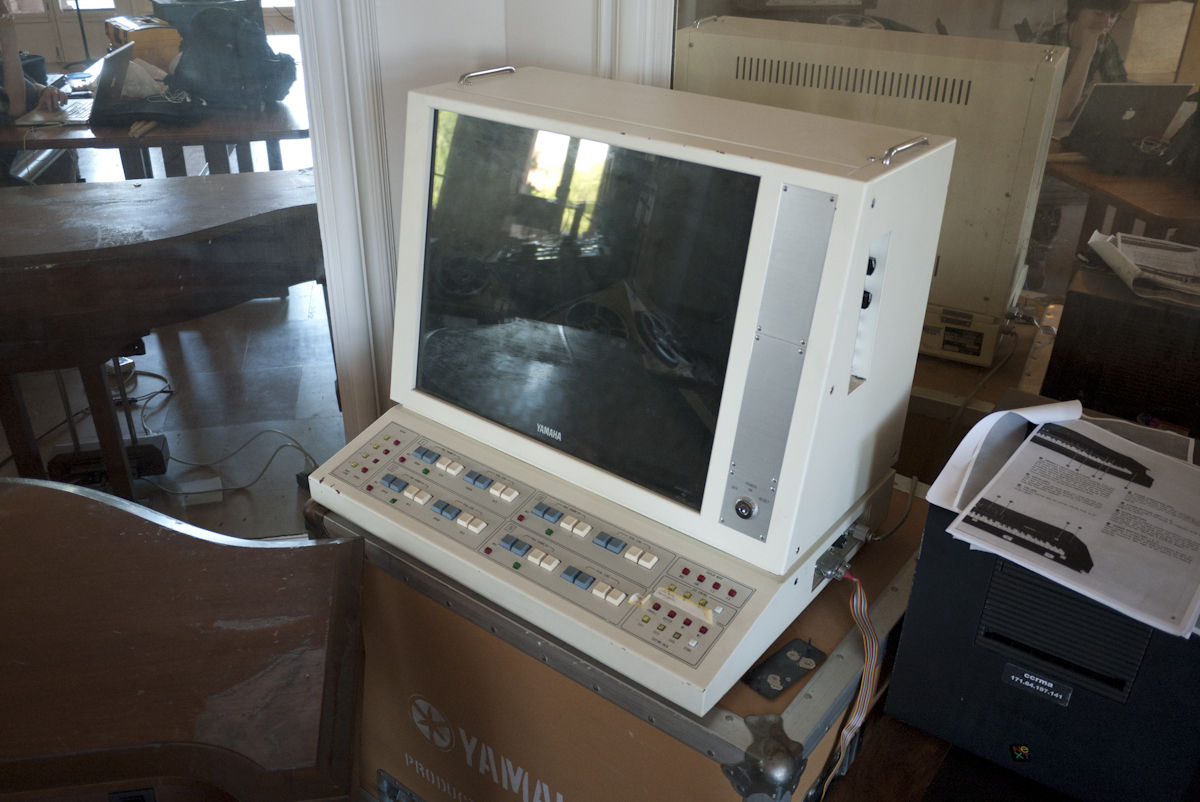
ヤマハ初のFMシンセサイザー・GS1のプログラム用コンピュータ

初期のコンピュータ音楽のプログラムは、一般にリアルタイムに動作するものではなかったが、CSIR Mark 1やFerranti Mark 1での最初の実験はリアルタイムで動作した。1950年代後半にはわずか数分の音楽を生成するのに、高価なコンピュータを何時間も動かす必要があったものだったが、それからプログラムは洗練された物になっていった。生成時間を短くするための方法の一つがアナログシンセサイザーをデジタルで制御する「ハイブリッド・システム」で、初期の例として、マックス・マシューズのGROOVEシステム（1969年）や、ピーター・ジノビエフのMUSYS（1969年）などがある。
1967年5月、イタリア初のコンピュータ音楽の実験が、フィレンツェのS 2F Mスタジオにおいてゼネラル・エレクトリック情報システム・イタリアの協力により行われた。オリベッティ社製GE115を使用しピエトロ・グロッシが演奏した。この実験では、フェルッチョ・ズーリアンが書いた3つのプログラムが使用され、グロッシがバッハ、パガニーニ、ヴェーベルンの作品を演奏し、新しい音の構造を研究するために使用された。
1970年代後半には、これらのシステムが市販されるようになった。1978年には、マイクロプロセッサで動くシステムがアナログシンセサイザーを制御するローランド MC-8マイクロコンポーザが発売された。1960年代から1970年代にかけてジョン・チャウニングが研究を行ったFM合成技術により、より効率的なデジタル音響合成が可能となった。1983年には、世界初のフルデジタルシンセサイザー・ヤマハDX7が発売された。DX7を始めとする、安価なデジタルチップやマイクロコンピュータの登場により、コンピュータ音楽のリアルタイム生成が可能となった。1980年代、NECのPC-8800シリーズなど日本製パーソナルコンピュータにFM音源チップが搭載され、MMLなどの音楽記述言語やMIDIインタフェースが搭載され、ゲーム音楽（チップチューン）の制作に多く使われるようになった。1990年代初頭には、パーソナルコンピュータの性能が向上し、コンピュータ音楽のリアルタイム生成が可能になった。
コンピュータとソフトウェアの進歩は、コンピュータ音楽の生成や演奏に劇的な影響を及ぼしている。今日では、コンピュータを利用したシンセサイザー、ミキサー、エフェクターなどは一般的なものとなり、音楽の制作にデジタル技術を使うことは普通のこととなっている。

## 研究
コンピュータ音楽の分野では、研究者によりコンピュータによる音響合成、作曲、演奏の研究が盛んに行われている。コンピュータ音楽の研究に関する組織として、国際コンピュータ音楽協会（ICMA）、C4DM（Centre for Digital Music）、IRCAMなどがある。

### コンピュータによる作曲と演奏
ゴットフリート・ミヒャエル・ケーニヒ、ヤニス・クセナキスなど、楽譜だけでなく音響もコンピュータで生成する作曲家が現れるようになった。ケーニヒは、自身のセリエル音楽に基づくアルゴリズム作曲プログラムを制作した。ケーニヒのソフトウェアは、数学の方程式に基づいてコードを生成し、これを手書きで楽譜に変換して人間が演奏していた。1964年の『プロジェクト1』、1966年の『プロジェクト2』がその一例である。後に、ケーニヒはこの原理を音響生成に拡張し、コンピュータが直接音を出せるようにした。これらのプログラムは、ケーニヒがユトレヒトのソノロジー研究所で1970年代に製作したものである。
2000年代には、アンドラニク・タンジアンがカノンやフーガの構造に基づく楽曲を生成するアルゴリズムを開発し、それによって作られた楽曲"Eine kleine Mathmusik I"、"Eine kleine Mathmusik II"をコンピュータにより演奏した。

### コンピュータにより作曲した楽曲の人による演奏
モーツァルトなどの過去の偉大な作曲家の作風をコンピュータにより模倣する試みも行われている。デイヴィッド・コープは、自身が製作したプログラムにより他の作曲家の作品を分析し、その作風を模倣した新しい楽曲を製作している。コープが製作した中で最も有名なプログラムはエミリー・ハウエルである。
スペインのマラガ大学の研究プロジェクトであるMelomicsは、イアムス（Iamus）呼ばれるコンピュータ・クラスターを使って、複数の楽器を使用した複雑な楽曲の作曲を行うものである。2012年、『Hello World!』などのイアムスが作曲した曲のロンドン交響楽団による演奏を収めたアルバム"Iamus"がリリースされ、『ニュー・サイエンティスト』誌は「コンピュータが作曲してフルオーケストラが演奏した、世界初の大作」と評した。この研究グループは、技術者がこの技術を活用するためのAPIを開発し、楽曲をWebサイトで公開している。

## 機械即興演奏
機械即興演奏(machine improvisation)とは、コンピュータのアルゴリズムにより、既存の音楽素材を用いて即興で演奏を行うことである。その場で録音した、または録音済みの既存の音楽素材を、パターンマッチングや機械学習などのアルゴリズムによって分析し、それによって得られたパターンを高度に組み合わせて、元の音楽素材のスタイルに沿った新しい楽曲を生成する。これは、既存の楽曲の分析を行わずに、アルゴリズムによって楽曲を生成する既存のコンピュータ音楽とは異なるものである。

### 統計的スタイルモデリング
スタイルモデリングとは、与えられた音楽データから、そのスタイル的特徴を捉えた計算可能な表現（モデル）を構築することを意味する。統計的なアプローチを用いてパターン辞書や冗長性における冗長性を捉え、それを再結合して新たな音楽データを生成する。機械即興演奏は、ヒラーとアイザックソンによる1957年の『ILLIAC組曲』や、クセナキスのマルコフ連鎖や確率過程を用いた楽曲に始まる、統計モデルの音楽への適用の延長上にあるものである。現在では、可逆圧縮インクリメンタル・パーシング、接尾辞木、文字列検索などの手法も用いられる。
異なる音楽スタイルの音楽データから生成したモデルを混合することにより、スタイルミキシング（音楽スタイルの合成）が可能になる。初めてスタイルミキシングを行ったのはシュロモ・ドゥブノフの『NTrope組曲（NTrope Suite）』で、ジャンセン＝シャノン・ジョイントソースモデルを使用した。その後、ドゥブノフとジェラール・アサヤグは、線形の時空間で漸進的に構築される有限状態オートマトンであるファクターオラクルを使用した楽曲を製作し、これはスタイルの再投入を行うシステムの基礎となった。

### 実装
統計的スタイルモデリングの初の実装はOpen MusicのLZify法であり、その次が、ソニーコンピュータサイエンス研究所（ソニーCSL）パリのフランスワ・パチェが2002年に開発した、LZインクリメンタル・パーシングをマルコフモデルで解釈してリアルタイム・スタイルモデリングに利用する対話型の機械即興演奏の実装だった。

## ライブコーディング
ライブコーディング（live coding）とは、パフォーマンスの一環としてコンピュータ音楽のためのプログラムをリアルタイムに書くことである。インタラクティブ・プログラミング（interactive programming）、オンザフライ・プログラミング（on-the-fly programming）、ジャストインタイム・プログラミング（just in time programming）とも呼ばれる。あらかじめプログラミングしておくデスクトップミュージックでは、ライブで演奏するのに比べてカリスマ性や華やかさに欠けると感じるミュージシャンが、ライブコーディングを選択するようになっている。